# 飄雪 (陳慧嫻歌曲)
《飄雪》是香港女歌手陳慧嫻於1991年推出的歌曲，歌曲改編自原由子的《花咲く旅路》，作曲桑田佳佑，填詞簡寧，編曲趙增熹，監製歐丁玉，收錄於1992年推出的大碟《歸來吧》。《飄雪》是樂壇天后陳慧嫻告別樂壇後推出的第一首作品。由於當時陳慧嫻支持者眾多，當她憑借暑假檔期回港錄製歌曲後，立即受到歌迷熱情支持。歌曲獲得叱咤903及RTHK的冠軍歌，不過由於歌曲派台後陳慧嫻已返回美國學業，因此並沒有接受任何獎項。

## 簡介
《飄雪》是陳慧嫻於1989年事業如日方中之際卻宣布告別樂壇赴美讀書後，於1991年在短暫回港灌錄的作品。由於陳慧嫻貴為天后，她的突然離去令歌迷感到很傷心及不捨，因此寶麗金方面希望她能推出專輯回饋守候她多時的歌迷。《飄雪》改編自日本作品《花咲く旅路》，節奏輕快，亦是陳慧嫻最拿手的題材 - 離別/分開。女主人是已跟對方分手，但當看到「飄雪」時，卻令過去的回憶重新浮現，發現原來自己仍是非常深愛對方，陳慧嫻的真摰演繹，表現出憂鬱的感覺，大受好評。另外，由於陳慧嫻只是短暫回港，唱片公司並沒有為她安排大量宣傳資源，因此在較低調的情況下仍能取得如此佳績，足見陳慧嫻當時的影響力。此外，雖然陳慧嫻繼續跟歐丁玉合作，但當時二人已經分手。

## 流行榜成績
| 叱咤903 | RTHK龍虎榜 | TVB勁歌金榜 |
| ------- | ---------- | ----------- |
| 1       | 1          | 3           |

- 註:TVB勁歌金榜的冠軍歌曲必須為現場演繹，因此不在香港的陳慧嫻不能獲得冠軍歌。

## 其他版本
《飄雪》曾被改編成英文版。YouTube上的Can You Tell Me Now
2021年10月15日，中國大陸女歌手伍珂玥於音樂選秀節目《2021中國好聲音》第十五期賽程（巔峰之夜總決賽）的第二輪比賽中，翻唱《飄雪》，成功晉身最後兩強，並最終奪冠。